# Oubli bénin
Pour les articles homonymes, voir Bénin (homonymie).
L'oubli bénin est un trouble de la mémoire sans gravité lié à l'âge, qui survient de façon ponctuelle et porte habituellement sur des noms, des faits, des tâches à effectuer, qui en général reviennent à la mémoire secondairement. 
Il est à distinguer des amnésies dues à une pathologie sous-jacente.